# Dendrophyllia carleenae
Espèce
Dendrophyllia carleenae est une espèce de coraux appartenant à la famille des Dendrophylliidae.